# 茨城県立藤代高等学校
茨城県立藤代高等学校（いばらきけんりつふじしろこうとうがっこう）は、茨城県取手市毛有に所在する公立の高等学校。藤高（ふじこう）と略称・通称される。

## 概要
1973年（昭和48年）創立。
進学志望の生徒が多く大半が4年制大学に進学する。
（記念館として建設された）蒼藤館という空調設備が完備された特別棟があり、課外授業の教室や放課後の専用自習室として使用されている。
生徒数は1学年あたり240名程度で、2学年からの文理別クラスは文系156名、理系84名の割合（概数）である。

## 沿革
- 1972年（昭和47年）7月8日 - 本館工事着工

- 1973年（昭和48年）
  - 4月7日 - 第1回入学式挙行（278名）
  - 5月1日 - 創立記念日
  - 11月9日 - 開校式挙行
- 1974年（昭和49年）
  - 9月21日 - 第2期工事（特別教室棟・格技場）竣工
  - 11月21日 - 校歌制定（作詞：朝倉達男、作曲：矢口久子）
- 1975年（昭和50年）
  - 4月8日 - 校旗制定
  - 12月13日 - 創立3周年記念式典挙行（生徒研修館・体育館竣工）
- 1976年（昭和51年）3月2日 - 第1回卒業式挙行（246名）
- 1977年（昭和52年）6月6日 - 校訓の碑建立
- 1978年（昭和53年）4月 - 県指定・福祉教育推進校（2か年）
- 1979年（昭和54年）9月3日 - プール工事竣工
- 1980年（昭和55年）1月31日 - 校歌の碑建立
- 1982年（昭和57年）10月8日 - 創立10周年記念式典挙行（記念館工事竣工）
- 1983年（昭和58年）7月 - 英語指導助手（ALT）配置
- 1984年（昭和59年）
  - 3月12日 - 日米交流プログラム第１回生派遣
  - 4月 - 県指定・特色ある高校づくりモデル指定校（国際教育・2か年）
  - 4月1日 - 男子制服改正
- 1990年（平成2年）6月 - 文部省指定・ティームティーチング研究推進指定校（2か年）
- 1992年（平成4年）
  - 3月12日 - コンピュータ室改造工事竣工
  - 10月16日 - 創立20周年記念式典挙行
- 1993年（平成5年）7月6日 - 県指定・ブライトハイスクール推進事業研究指定校（3か年）
- 1995年（平成7年）3月31日 - 多目的学習館（蒼藤館）竣工
- 1997年（平成9年）4月1日 - 男女制服改正
- 1999年（平成11年）12月1日 - 部室竣工
- 2002年（平成14年）10月8日 - 創立30周年記念式典挙行
- 2003年（平成15年）4月1日 - 県指定・イングリッシュ・シャワー・プログラム指定校（3か年）
- 2004年（平成16年）4月1日 - 文部科学省指定・スーパー・イングリッシュ・ランゲージ・ハイスクール研究開発指定校（3か年）
- 2005年（平成17年）4月1日 - 県指定・学校保健学校安全研究推進校（3か年）
- 2006年（平成18年）3月15日 - 生徒研修館改修工事完成
- 2007年（平成19年）4月 - 普通教室冷暖房設備設置工事完成
- 2012年（平成24年）11月17日 - 創立40周年記念式典挙行
- 2014年（平成26年）4月1日 - スクールバス運行開始

## 学校行事
在学中の主なイベントとして、2学年秋季の沖縄修学旅行がある。
また、藤朋祭（文化祭）、駅伝大会、球技祭、体育祭といった行事では、優勝したクラスにクラス全員分のあんぱんが賞品として与えられる。

## 部活動
部活動も盛んな学校であり、ほとんどの生徒が部活動に所属する。
毎年いくつかの部活動がインターハイに出場する。
特に野球部、バドミントン部、女子テニス部、弓道部、水泳部、写真部、吹奏楽部の活動が顕著である。野球部は竜ヶ崎一高より異動で赴任した持丸修一（現在は専大松戸高監督）の在任期間中に常総学院との県代表争いで春夏連続を目指すが、2001年夏（第83回）は決勝でセンバツ同士の初対決で準優勝に終わった。2003年夏（第85回）は2年前と同じ顔合わせの決勝で準優勝に終わった。その後、選手時代に竜ヶ崎一高で持丸修一監督の下でプレーしていた菊池一郎が守谷高から異動して赴任し野球部を2005年夏（第87回）、2011年夏（第93回）、2014年夏（第96回）の甲子園に導いた。
硬式野球部は甲子園に5度出場している（2001年春〈第73回〉2回戦進出・3回戦敗退、2003年春〈第75回〉2回戦進出・3回戦敗退、2005年夏〈第87回〉2回戦進出・3回戦敗退、2011年夏〈第93回〉初戦敗退、2014年夏〈第96回〉初戦敗退）

## 著名な卒業生
- 小田川浩 - つくばみらい市長
- 中村修 - 取手市長
- 相原雅也 - 元プロ野球選手（投手）（高知ファイティングドッグス）
- 野口祥順 - 元プロ野球選手（内野手）（東京ヤクルトスワローズ）
- 鈴木健之 - 元プロ野球選手（投手）（横浜ベイスターズ）
- 井坂亮平 - 元プロ野球選手（投手）（東北楽天ゴールデンイーグルス）
- 美馬学 - プロ野球選手（投手）（千葉ロッテマリーンズ）
- 立松由宇 - プロ野球選手（内野手、捕手）（千葉ロッテマリーンズ）
- 出口和也 - 陸上選手（長距離種目）（旭化成陸上部）
- 斉藤茂一 - 声優・ナレーター
- 青山真 - 元バドミントン選手 （東北マークス）

## 著名な教職員・関係者
- 持丸修一 - 同校硬式野球部元監督
- 篠崎清 - 開校時に教員として陸上競技を指導していたが、開校年の9月に自動車にはねられて死亡した。

## 交通
JR常磐線・関東鉄道常総線取手駅からバス、「藤代高校」または「光風台団地」下車。